# موسيقى فلسطينية
الموسيقى الفلسطينية هي معروفة ومحترمة في جميع أنحاء العالم العربي والعالم. موجة جديدة من الفنانين ظهرت مع مواضيع متميزة الفلسطينية بعد نزوح الفلسطينيين عام 1948، المتعلقة بأحلام الدولة المزدهرة والمشاعر القومية. بالإضافة إلى الزجل والعتبة، والأغاني التقليدية الفلسطينية ما يلي: عالروزنة، ظريف الطول، ميجانة، الدلعونة، السحجة والزغاريت.
اما العتابة هو شكل من أشكال الغناء الشعبي المنتشر خارج فلسطين. وهو يتألف من 4 مقاطع شعرية، والجانب الرئيسي من العتابة هو أن المقاطع الأولى يجب أن تنتهي بنفس الكلمة لثلاثة أشياء مختلفة، ويأتي المقطع الرابع والاستنتاج إلى الأمر برمته. وفي العادة تليها الدلعونة.
يعد كل من اليرغول والمجوز والدربكة والبزق والربابة من أشهر آلات العزف في التراث الفلسطيني، إلى جانب العود والقانون والدف وغيرها من الآلات الشرقية الأخرى المستخدمة في المنطقة منذ آلاف السنين.

## التطور التاريخي
في المناطق التي تسيطر الآن من قبل كل من إسرائيل والسلطة الوطنية الفلسطينية، والمجموعات العرقية المتعددة والأعراق والأديان وعقدت طويلة على لتنوع الثقافات. الفلسطينيين (بما في ذلك الدروز والبدو) يشكلون أكبر مجموعة، تليها اليهود (السفارديم والاشكناز بما في ذلك)، المصريين، القبارصة، السامريون، الشركس والأرمن، دوم، وغيرها. وكان واصف واحد عازف العود، مشهورة ل  1904 مذكرات آخر.
في أوائل القرن 20، أن الفلسطينيين يعيشون في المناطق الريفية، إما مزارعين أو البدو الرحل. للمزارعين (الفلاحين) غنت مجموعة متنوعة من الأغاني العمل، وتستخدم لمهام مثل الصيد، الرعي والحصاد وصنع زيت الزيتون. السفر رواة القصص والموسيقيين يسمى زاجالين كانت شائعة أيضا، والمعروف عن حكاياتهم ملحمة. كانت حفلات الزفاف أيضا موطن لموسيقى مميزة، وخصوصا الدبكة، وهي رقصة معقدة يؤديها مجموعات مرتبطة نوع من الراقصين. أدلى الأغاني الشعبية استخدام أشكال متفاوتة على نطاق واسع، ولا سيما ميجانا ودلعونة (انظر أدناه نماذج من الأغاني الفلسطينية).

## الموسيقيين والصكوك من القدس، عام 1860

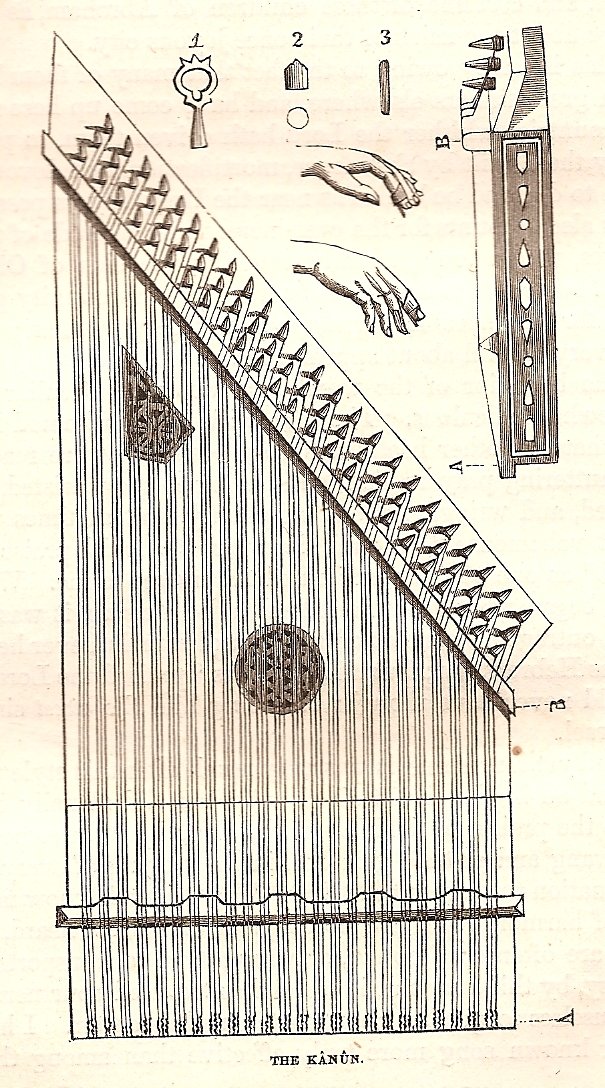
آلة القانون
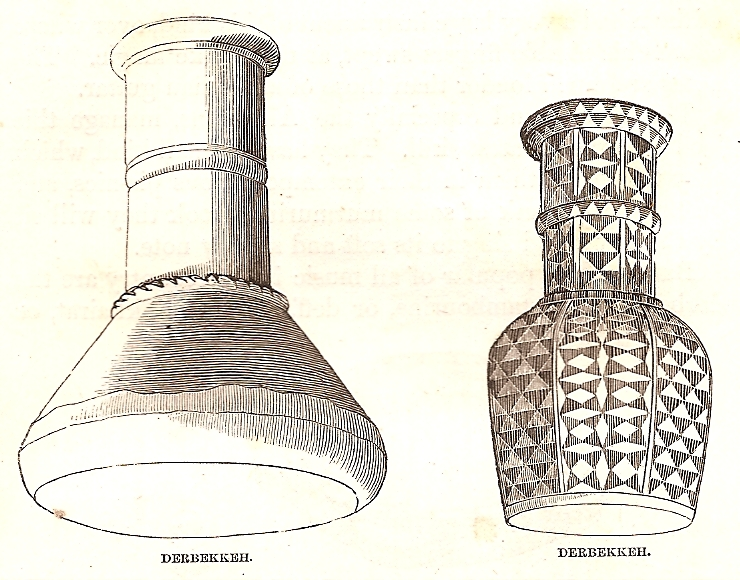
دربوكة
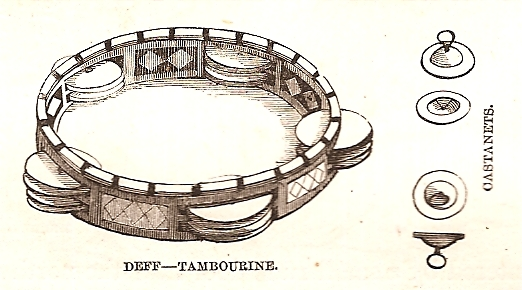
دف صغير وصاجات
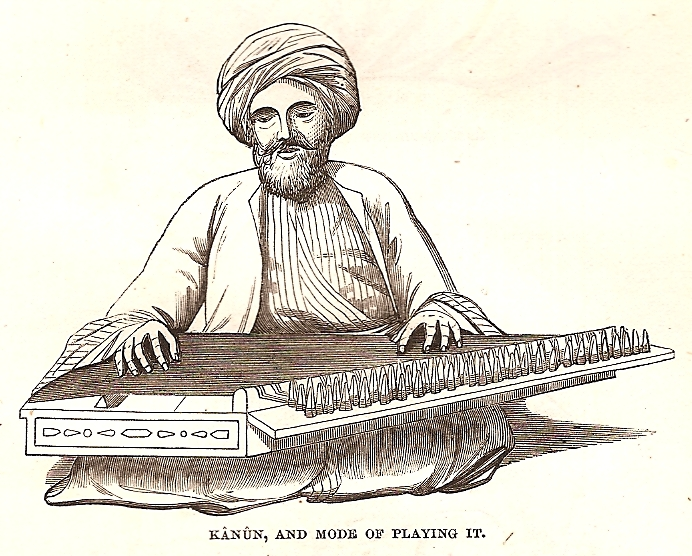
عازف قانون
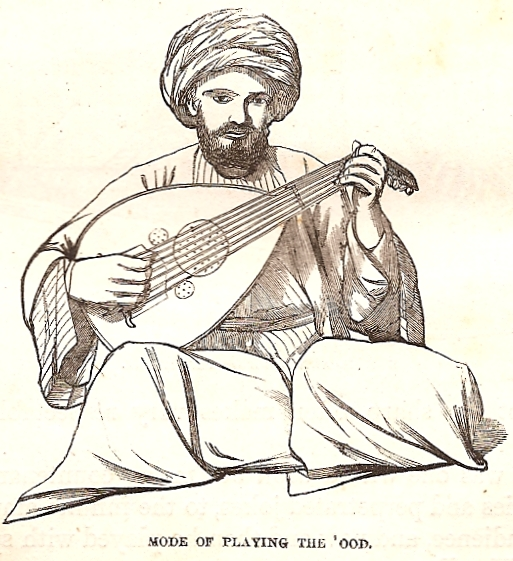
عازف عود
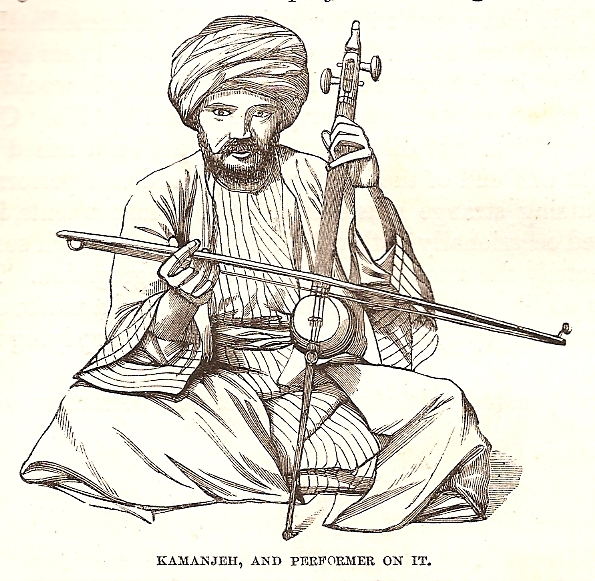
عازف كامانجة